# Gastón Corado
Gastón Ezequiel Corado, es un futbolista argentino profesional. Nació el 5 de febrero de 1989 en Buenos Aires, Argentina.
Su posición dentro del campo de juego es atacante y actualmente juega en España Club UD Torre del Mar

## ubes
| Club                           | País      | Año       |
| ------------------------------ | --------- | --------- |
| Berazategui                    | Argentina | 2010-2012 |
| General Lamadrid               | Argentina | 2013      |
| Temperley                      | Argentina | 2013-2014 |
| Almagro                        | Argentina | 2014      |
| Talleres (RdE)                 | Argentina | 2015      |
| Unión San Felipe               | Chile     | 2016      |
| Casertana F.C.                 | Italia    | 2016-2017 |
| F.C. Matera                    | Italia    | 2017-2019 |
| Unione Sportiva Catanzaro 1929 | Italia    | 2018      |
| Virtus Francavilla Calcio      | Italia    | 2019      |
| Clodiense                      | Italia    | 2019-2020 |
| Casertana F.C.                 | Italia    | 2020      |
| Castrovillari Calcio           | Italia    | 2020-2021 |
| Taranto Football Club 1927     | Italia    | 2021      |
| Gelbison                       | Italia    | 2021-2022 |
| Rotonda Calcio                 | Italia    | 2022      |
| Pistoiese                      | Italia    | 2022-2023 |
| Bitonto                        | Italia    | 2023-2024 |
| Agropoli                       | Italia    | 2024      |
| Corato Calcio 1946             | Italia    | 2024      |
| Nuova Spinazzola               | Italia    | 2024-2025 |

- Datos: Q21978142